# Joseph de Pesquidoux
Pierre Édouard Marie Joseph Dubosc, comte de Pesquidoux, dit Joseph de Pesquidoux, né le 13 décembre 1869 à Savigny-lès-Beaune (Côte-d'Or) et mort le 17 mars 1946 sur la commune du Houga (Gers), est un écrivain français, membre de l’Académie française.

## Biographie

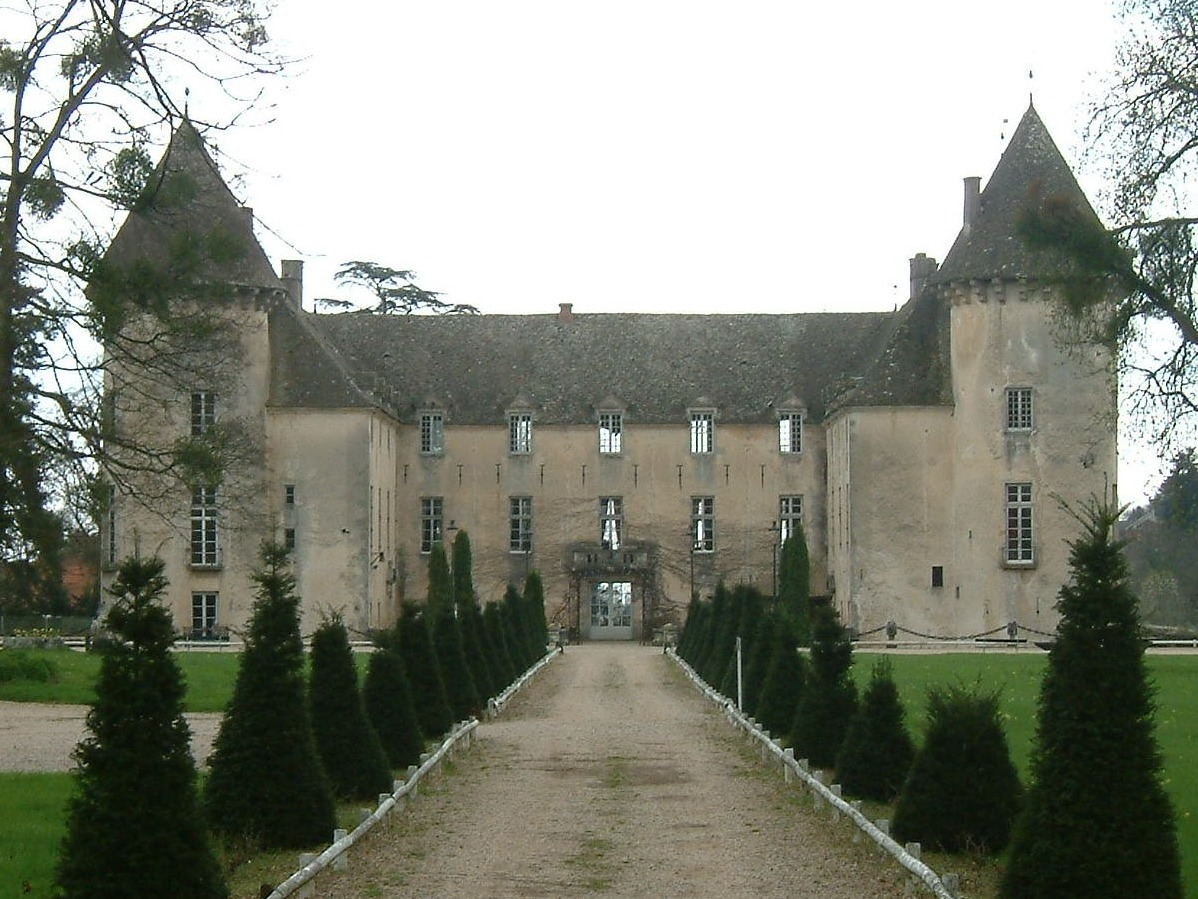
Château de Savigny-lès-Beaune, Bourgogne.

Joseph de Pesquidoux est né au château de Savigny-lès-Beaune (Côte-d'Or), demeure de ses ancêtres maternels, le 13 décembre 1869. Ses parents, Léonce Dubosc, comte de Pesquidoux (1829-1900), et Olga de Beuverand de la Loyère, comtesse Olga (1845-1918), sont tous les deux écrivains.
Il fait ses études à l’école des frères du Houga.
« Ses enfances, il les a dites lui-même, toutes campagnardes, libres sous le ciel libre, avec pour compagnons les fils des métayers voisins et des enfants du village… mais il était déjà aussi épris de solitude et de rêve : Dans le grand parc familial, comme la fleur, l’oiseau, la bête, il s’enivre de lumière et d’air… » - (Maurice Genevoix).
Il fut ensuite envoyé au collège des pères dominicains à Arcachon et poursuivit ses études à l’université de Paris en lettres classiques.
Son service militaire le ramena au 9e régiment de chasseur à cheval « le Royal Gascogne » comme maréchal des logis à Auch qui a été la ville de garnison de 1831 à 1919. Par la suite, il effectua très régulièrement des périodes militaires qui l’amenèrent au grade de lieutenant de réserve.
Après son mariage, en 1896, avec sa cousine Marie Thérèse d’Acher de Montgascon (1875-1961), il séjourna quelques années à Paris.
Ses Premiers vers (1896) furent préfacés par François Coppée. Il composa ensuite des pièces de théâtre (deux furent joués sur des scènes parisiennes dont l’une Ramsès, musique de scène de Paul Vidal,  affiche de Paul Albert Laurens, fut présentée au pavillon d’Égypte lors de l'Exposition universelle de 1900).
À la mort de son père en 1900, seul fils avec deux sœurs mariées, il dut prendre la responsabilité du patrimoine héréditaire familial au château de Pesquidoux sur la commune de Perchède en Gascogne, qu'il ne quittera plus jamais.
Père de six enfants, il s’engagea à plus de 45 ans dans la guerre de 1914-18, en tant que lieutenant, puis fut promu capitaine sur le front. Il fut décoré pour sa conduite courageuse et reçut deux citations. Il contracta dans les tranchées des infirmités qui le firent souffrir le restant de sa vie.
Dans son discours de réception à l’Académie française Maurice Genevoix l’évoque aux Éparges : « Déjà, cette guerre, âpre et boueuse, l’avait dépouillé de son panache. Pour ce cavalier, ce Gascon, cela avait dû être dur… »
Marc Fumaroli, dans son discours pour la réception de Jean Clair dans cette même académie, le 18 juin 2009, ajoute « Monsieur de Pesquidoux était aussi un héros, meurtri mais survivant, du massacre de la guerre de 1914-18, où il avait été jeté, officier de cavalerie, à l’âge de quarante-cinq ans ».
Revenu dans le Gers, Joseph s’attacha à mettre en scène la vie, les coutumes, les rites, les fêtes de sa province d’Armagnac.
Son ami, Jean de Pierrefeu, rédacteur en chef du journal hebdomadaire « l’Opinion » l’incita à rassembler ses récits en un livre : ce fut la publication de Chez nous en 1920 qui en fit d’emblée un écrivain apprécié. Paul Souday, critique redouté du Temps, écrivit : « La France a découvert un grand écrivain ». Poète jusqu’en sa prose la plus familière, il réussissait, dans sa chronique journalière, à mettre en valeur la noblesse et la pérennité des humbles tâches de la vie paysanne.
Des critiques littéraires le surnommeront « le Virgile gascon ». Plus récemment, Marc Fumaroli reprend cette comparaison « Le comte de Pesquidoux était l’auteur de la Harde, du Livre de Raison, géorgiques d’autant plus goûtées du public de l’entre-deux-guerres qu’elles étaient fondées à la fois sur une expérience personnelle de gentilhomme campagnard, à la tête du beau et ancien domaine viticole de sa famille en Armagnac, et sur une forte culture latine qui lui assurait une seconde généalogie chez Virgile, Horace et Columelle ».
Les années 1920 furent particulièrement riches en publications et en succès : André Gide dans Voyage au Congo – Le Retour du Tchad écrit « Selon mon habitude d’inviter imaginairement un ami, un inconnu parfois, à partager ma joie, ce matin je chasse avec Pesquidoux qui ne se doute guère assurément que je fus un des premiers à m’éprendre de ses écrits… ».
Il reçut le Grand prix de littérature de l’académie française en 1927 et fut admis dans cette même académie en 1936, succédant à Jacques Bainville, au 34e fauteuil auquel se présentaient également André Maurois et Jacques Bardoux. Maurice Genevoix qui lui succéda devait souligner : « les dons admirables de l’artiste, … une richesse sensorielle surabondante : formes, couleurs, lignes des horizons, souffles, murmures, odeurs, saveurs, toucher du vent, de l’eau qui coule ou dort… ».
Joseph fut également élu, en 1938, au 15e fauteuil de l’Académie des Jeux floraux de Toulouse. Cette société savante est considérée comme la plus ancienne d'Europe, elle fut reconnue d'utilité publique depuis 1923.
Durant l’occupation, il fut membre du Conseil National en 1941 (Commission de la Réorganisation des Régions), mais il se tint à l’écart de la vie politique, uniquement préoccupé d’assurer la vie matérielle de ses compatriotes dans sa région d’Armagnac. Gisèle Sapiro mentionne parmi les académiciens qui « réfugiés dans leurs propriétés en province. Pesquidoux dans ses terres d'Armagnac n'assistèrent à aucune séance malgré les exhortations de la presse collaborationniste ». Il fut président du Conseil départemental sous le gouvernement de Vichy (correspondance, notice individuelle signifiant son soutien à la politique du Maréchal Pétain). En 1944, se situe un épisode relaté par Guy Labedan, historien de la 2e Guerre mondiale, dans son ouvrage Lieux de mémoire de la 2e Guerre mondiale dans le Gers :  « dans le bourg du Houga, à titre de représailles, les Allemands pillent l'Hôtel Lafontan puis le détruisent à l'explosif. Le maire, académicien, Joseph de Pesquidoux fait de son mieux pour arrêter les exactions ». Un article du journal Sud Ouest en date du 10 août 1994, intitulé « Le Houga - 6 août 1944 - La force du souvenir », relate plus longuement les faits.
Il fut Président d'Honneur de la Société archéologique et littéraire du Gers.
Il était officier de la Légion d’honneur et titulaire de la croix de guerre 1914-1918.
Il mourut au château de Pesquidoux, le 17 mars 1946 et a été inhumé au cimetière de la commune du Houga.
Une plaque commémorative fut apposée, le 11 septembre 1971, sur la façade du château de Pesquidoux, lors d’une cérémonie, présidée par Maurice Genevoix, secrétaire perpétuel de l’Académie française, en présence de nombreuses personnalités dont Gabriel Delaunay, préfet de la région Aquitaine.
Parmi ses enfants, Arnaud de Pesquidoux (1907-1997), fut journaliste (Petite Gironde, Express du Midi). Ses articles dans le journal Le Monde sous le pseudonyme de Jean Taillemagre lui valurent une grande notoriété. Il écrivit des textes sur les animaux pour les numéros hors série de Télé 7 jours. Il tint de nombreuses années des chroniques à la radio et fut auteur de plusieurs films.

## Famille
Il s'est marié le 30 octobre 1896 à Paris (7e), avec Thérèse d'Acher de Montgascon, dont :
- Just de Pesquidoux (3e comte de Pesquidoux) ;
- Pierre de Pesquidoux ;
- Bernadette de Pesquidoux ;
- Marie-Lys de Pesquidoux ;
- Aymard de Pesquidoux ;
- Arnaud de Pesquidoux.

## Œuvre
Liste exhaustive issue du site de la Bibliothèque Nationale de France et croisée avec les informations de l'IdRef du Sudoc. Les énumérations présentes ne tiennent pas comptes des différentes éditions, ré-éditions et/ou révisions. Joseph de Pesquidoux a été également préfacier de dix huit ouvrages.
- 1896 : Premiers vers  (préf. François Coppée (1842-1908)), Paris, A. Lemerre, VIII-115 p., In-12° (BNF 31089993)
- 1896 : « Sémiramis », La Harpe, Cette, s.n., no 1,‎ 25 décembre 1896, p. 29 (BNF 32785865, lire en ligne, consulté le 5 septembre 2020)
- 1898 : Salomé : poème dramatique en 3 parties  (œuvre des fourneaux alimentaires. Fête de charité, donnée au Nouveau-théâtre, le 29 avril 1898), Paris, impr. de Merckel, 40 p., In-8° (BNF 31089996)
- 1900 : Ramsès : drame en 1 acte en vers, Paris, imp. Merckel, 16 p., In-8° (OCLC 457529147, BNF 31089994, SUDOC 096690496)
- 1900 : Olga de Pesquidoux, Ma fleur : Éloge de M. Henri Lasserre (Extrait de), Vannes, impr. de Lafolye, coll. « Revue de Bretagne, de Vendée et d'Anjou », 11 p., In-8° (OCLC 457529041, BNF 36020067, SUDOC 096689749)
- 1906 : Comtesse de Pesquidoux, Nouvelle : le Sou percé (Extrait de), Vannes - Paris, Lafolye frères - Honoré Champion, coll. « Revue de Bretagne », 23 p., In-8° (OCLC 867132423, SUDOC 175205418)
- 1907 : Olga de Pesquidoux, Évocation. L'anneau (Extrait de), Paris, H. Champion, coll. « Revue de Bretagne », 15 p., In-8° (OCLC 457529028, BNF 31089981, SUDOC 096935200)
- 1910 : Le sang fatal : drame biblique en 4 actes, en vers  (Datée d'après la carte jointe de l'auteur du 21 septembre 1910), Paris, impr. Merckel, 92 p., 25 cm (BNF 36568042)
- 1921 : Chez nous (A nouste) : travaux et jeux rustiques, Paris, Plon-Nourrit et Cie, 254 p., 18 cm (OCLC 493697179, BNF 31089986, SUDOC 106060414, présentation en ligne, lire en ligne)
- 1922 : Sur la glèbe, Paris, Plon, coll. « Revue de Bretagne », VII-273 p., In-16° (OCLC 489922533, BNF 31089997, SUDOC 106060414, présentation en ligne, lire en ligne)
- 1925/28 : Le livre de raison, vol. 2, Paris, Plon-Nourrit et Cie, coll. « Revue des Deux Mondes », XI-242 p., VIII-278, 19 cm (OCLC 492843826, BNF 34087802, SUDOC 099125110, lire sur Wikisource, lire en ligne)
- 1930 : Le coffre à sel (Extrait de), S.l., Plon-Nourrit et Cie, coll. « La Revue française, 28 septembre 1930 », 1 ff. plié, In-8° (BNF 38680624)
- 1931 : Caumont, duc de La Force  (suivi de pages inédites / M. le duc de La Force et de l'histoire du XXVIIe fauteuil / par Jacques des Gachons), t. XXVII, Paris, F. Alcan, coll. « Les Quarante », 119 p., 19 cm (OCLC 457529062, BNF 31089985, SUDOC 106060406)
- 1935 : L'Église et la terre, Paris, Flammarion, coll. « L'Église dans la cité », XI-260 p., 19 cm (OCLC 301410636, BNF 32521321, SUDOC 064176495)
- 1936 : La harde, Paris, Plon, V-284 p., 19 cm (OCLC 459424021, BNF 32521326, SUDOC 116995092)
- 1937 : L'Armagnac : son eau-de-vie, son histoire et ses monuments, ses eaux thermales et son climat  (préf. Ferdinand Larnaude (1853-1942)), Condom (Gers), A. Bousquet et fils, 104 p., In-16° (OCLC 800814648, BNF 32349838, SUDOC 154774391)
- 1937 : Le fauteuil de Jacques Bainville : discours de réception à l'Académie française et réponse de M. André Bellessort (prononcés le 27 mai 1937), Paris, impr.-édit. Plon, 114 p., 20 cm (OCLC 492199583, BNF 32521319, SUDOC 097415952)
- 1937 : Académie française, Fêtes commémoratives du séjour de Pétrarque : à Lombez (Gers), le 20 juin 1937, Paris, Firmin-Didot et Cie, coll. « Institut (Paris) », 7 p., In-4° (ISSN 0768-2050, OCLC 492123106, BNF 41007610, SUDOC 065438035)
- 1940 : Un petit univers, Paris, Plon, VI-242 p., In-16° (OCLC 299609880, BNF 32521328, SUDOC 103511881)
- 1942 : Pour la terre, Toulouse, Éditions du Clocher, 119 p., In-16° (OCLC 459424040, BNF 32521329, SUDOC 064176517)
- 1942 : La Gascogne : conférence donnée à Pau (Pyrénées-Atlantiques), le 12 mars 1942  (illustré de 80 héliogravures), Pau, Impr. commerciale, 28 p., In-16° (OCLC 461427800, BNF 32521325, SUDOC 106060430)
- 1942 : Sol de France : pages choisies  (Introduction de M. le Chanoine Léopold Médan), Paris, Plon-Nourrit et Cie, XXX-239 p., In-16° (OCLC 492843826, BNF 32521330, SUDOC 064176525)

Dans un petit film ancien, sonorisé, Joseph de Pesquidoux commente une course landaise à Rion-des-Landes. Ce document a été diffusé pour illustrer ce sport peu connu lors de l'exposition Universelle des Sports à New York en 1939.
Il fut aussi l'auteur d'un autre court métrage, produit et réalisé par J.K. Raymond-Millet, en 1943, d'une durée de 20 minutes et présenté en compétition à la Mostra de Venise, « Gens et coutumes d'Armagnac » relatant la vie d'un couple depuis l'enfance jusqu'au terme de la vie et présentant les coutumes, les chants et danses en pays d'Armagnac. On note parmi les animateurs Jean Doat, père de l'actrice Anne Doat.

## Hommages
Plusieurs appellations lui ont été attribuées dans des lieux du sud-ouest de la France :
- À Agen (Lot-et-Garonne), Impasse Joseph de Pesquidoux (44° 11′ 42″ N, 0° 38′ 07″ E) ;
- À Aire-sur-l'Adour (Landes), Rue Joseph de Pesquidoux (43° 41′ 44″ N, 0° 16′ 45″ O) ;
- À Auch (Gers), Rue de Pesquidoux (43° 39′ 27″ N, 0° 36′ 10″ E) ;
- À Mont-de-Marsan (Landes), Rue Joseph de Pesquidoux (43° 53′ 00″ N, 0° 29′ 59″ O) ;
- À Pau (Pyrénées-Atlantiques) :
  - Rue Joseph de Pesquidoux (43° 18′ 52″ N, 0° 21′ 13″ O) et à proximité ;
  - Plaine Pesquidoux[27] (43° 18′ 50″ N, 0° 21′ 04″ O), au 98 Avenue de Buros ;
- À Saint-Gaudens (Haute-Garonne), Rue Joseph de Pesquidoux (43° 06′ 45″ N, 0° 44′ 54″ E) ;
- À Savigny-lès-Beaune (Côte-d'Or), Rue Joseph de Pesquidoux (47° 03′ 35″ N, 4° 48′ 55″ E) ;
- À Toulouse (Haute-Garonne), Rue Joseph de Pesquidoux (43° 36′ 36″ N, 1° 28′ 34″ E) ;
- À Villeneuve-de-Marsan (Landes), Rue Joseph De Pesquidoux (43° 53′ 06″ N, 0° 18′ 08″ O).